# Кондзин
Кондзин (яп. 金神, бог металла) — в синтоизме — ками, мужское божество, из японской мифологии. Является странствующим ками в учении оммёдо (традиционная японская система гадания на основе китайской философии от У-син до Инь и Ян). Как говорят, он меняет своё местоположение в зависимости от года, лунного календаря и сезона года.

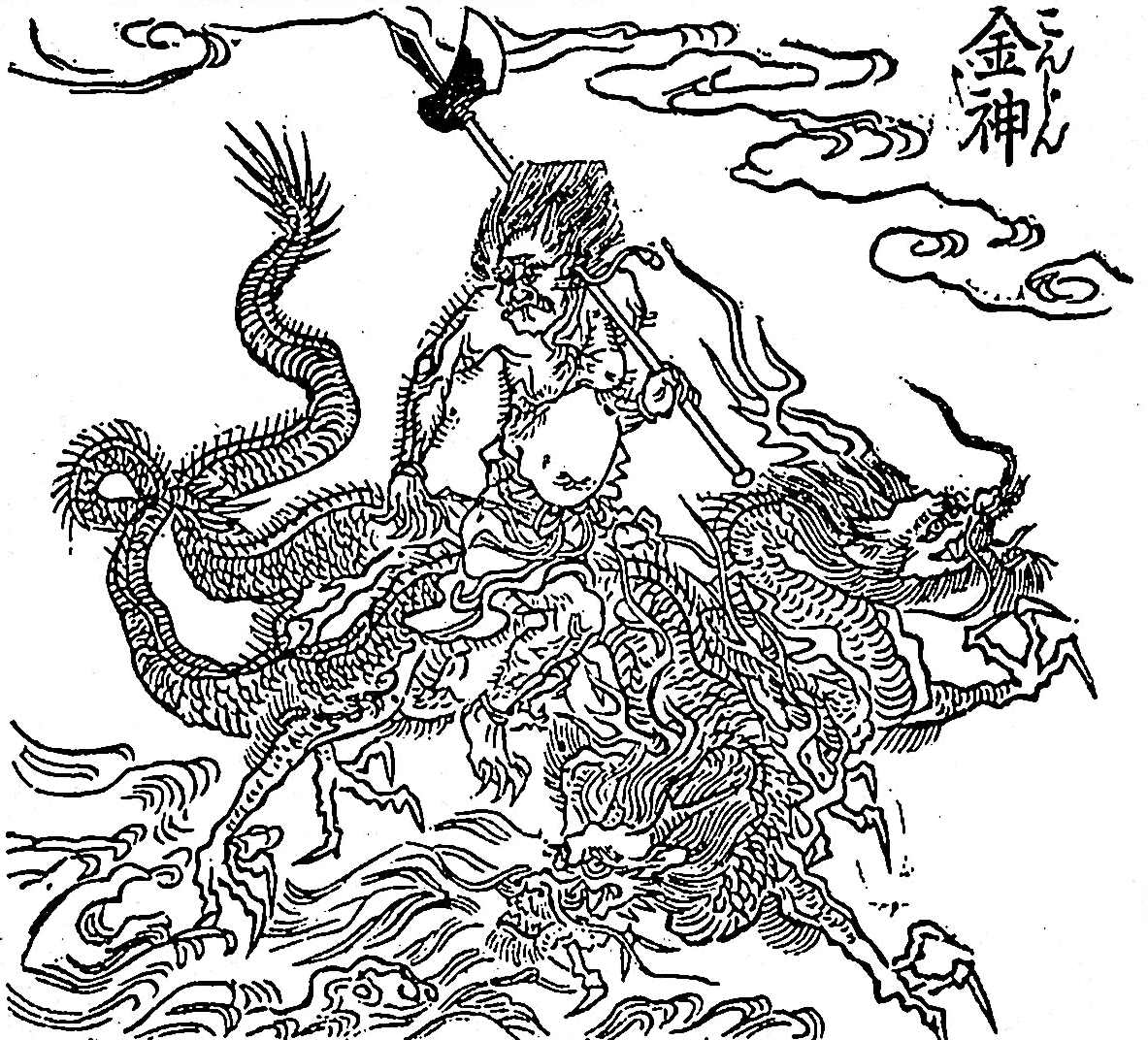
Кондзин

Так, как Кондзин мог мгновенно в любой момент время менять своё местоположение в пространстве, и считался особенно жестоким, накладывающим проклятия, злым божеством, был создан календарь с астрономическими и геомантическими безопасными путями и направлениями движения в тот или иной день, который включал запреты (катаими). Практика, известная как кататагаэ (изменение направления), использовалась чтобы избежать худших направлений в тот или иной день, обычно там, где в настоящее время находятся Кондзин.
Пратика кататагаэ была популярна среди дворян периода Хэйан, и это стало частью их повседневной жизни. Кататагаэ сильно повлияла на строительство и ремонты домов, переезды и смены место жительства, проведения общественных работ и путешествия.
Позднее, в период Эдо, в провинции Биттю (нынешняя префектура Окаяма) — Конко Дайдзин (Каватэ Бундзи, 1814—1883) во время болезни вступил с Кондзином в мистическую связь. Грозный бог явил больному свою благую сущность, вера в которую легла в основу нового учения. Каватэ основал свою синтоистскую секту Конкокё 15 ноября 1859 года. В ней Кондзин стал почитаться как некое светлое божество, именуемое Канэ-но ками («Бог золота»), Тэнти Канэ-но ками («Золотой бог неба и земли») или Конко Дайдзин («Великий бог золотого сияния»). Каватэ заявил, что Кондзин не злой ками, а божество, которое может даровать добродетель людям. В 1859 году Каватэ объявил, что Конко Дайдзин избрал его своей обителью и своим жрецом. Вокруг него собирается группа людей, увлечённых его рассказами. Учение Каватэ распространилось среди крестьян и мелких торговцев, живущих по берегам Японского внутреннего моря. В 1885 году после смерти Каватэ его ученики объединились в секту, которая была официально признана в 1900.
В 1892 году, согласно традиции, Кондзин вселяется в Нао Дэгути, которая впоследствии станет основательницей движения Оомото-кё. Весьма вероятно, что на Нао оказали влияние идеи Конко Дайдзина и его секты Конкокё. В Оомото-кё это божество часто называется Уситора-но Кондзин, где слово уситора (яп. 丑寅 или 艮) обозначает северо-восточное направление, которое ассоциировалось со злыми духами (зачастую именно с демонами-они) и металлами.